# 가족의 재구성
"가족의 재구성"은 2017년 2월 9일에 개봉한 대한민국의 영화이다.

## 캐스팅
- 윤세나 : 달래 역/ 세나ty
- 백세리 : 해라 역
- 신성훈 : 광식 역
- 김요섭 : 명호 역